# Kirche von Hagby (Uppland)

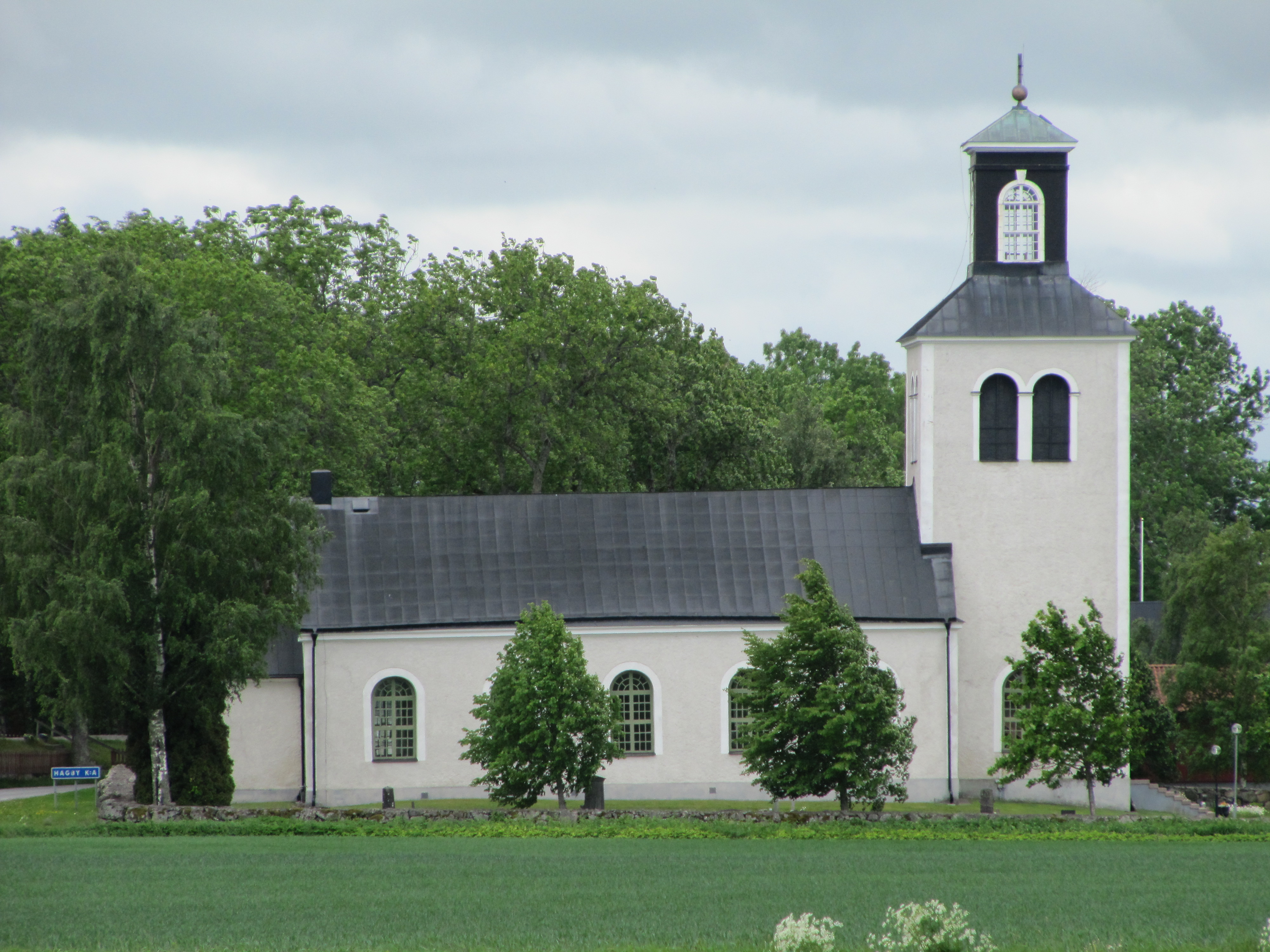
Kirche von Hagby

Die Kirche von Hagby (schwedisch Hagby kyrka) ist eine Kirche in der gleichnamigen Ortschaft in der schwedischen Landschaft Uppland. Die heutige Kirche entstand zwischen 1838 und 1840 nach Zeichnungen von Axel Almfelt aus dem Jahre 1821. Sie gehört zum Bistum Uppsala. Zuvor war die mittelalterliche Vorgängerkirche abgerissen worden, deren Baugeschichte vor allem auf Untersuchungen beruht, die Eva Bergman im Jahre 1935 in Zusammenhang mit der von Tor Engloo geleiteten Restaurierung durchführte.

## Vorgängerkirche
Die romanische Vorgängerkirche bestand aus einem nahezu quadratischen Langhaus mit einer Grundfläche von etwa zehn mal zehn Metern, einem etwas schmaleren Chor sowie einer relativ tiefen Apsis. Sie lag etwas südlicher als die heutige Kirche und wird bereits in einem Papstbrief vom 31. Dezember 1220 erwähnt, in dem Papst Honorius III. insgesamt 17 Höfe im Kirchspiel Hagby sowie in den Nachbarkirchspielen als der Kirche zugehörig bestätigt. Die Kirche wurde mehrfach umgebaut. Zunächst wurden die Mauern der Apsis verstärkt. Bei der wenig später durchgeführten Verlängerung des Chors nach Osten wurde auch die Ausrichtung der Kirche korrigiert und in die heutige überführt. Einige Jahre später wurde der Chor erneut verändert und verbreitert, so dass er schließlich breiter als das Langhaus war.

## Heutige Kirche
Nach dem Abriss der alten Kirche wurden die Pläne von Almfelt nicht bis ins Detail umgesetzt, so wurde u. a. die Anzahl der Fenster im Langhaus und im Turm erhöht. Der Friedhof erhielt ebenfalls im 19. Jahrhundert sein heutiges Aussehen, sodass vom mittelalterlichen Friedhof oder dessen Zugängen (schwedisch stigluckor) nichts erhalten blieb. Die heutige Kirche besitzt jeweils einen Eingang im Osten und im Süden.